# Líbano en los Juegos Olímpicos de Pekín 2022
Líbano estuvo representado en los Juegos Olímpicos de Pekín 2022 por tres deportistas, dos hombres y una mujer, que compitieron en dos deportes.
Los portadores de la bandera en la ceremonia de apertura fueron el esquiadores alpinos Cesar Arnuk y Manon Uais. El equipo olímpico libanés no obtuvo ninguna medalla en estos Juegos.